# Grid (computerspel uit 2019)
Grid (gestileerd als GRID) is een racespel ontwikkeld en uitgegeven door Codemasters voor Windows, Stadia, PlayStation 4 en Xbox One. Het is de tiende titel en het vierde GRID-spel in de TOCA-serie.
GRID werd aangekondigd op 21 mei 2019 als een reboot van de GRID-serie. Aanvankelijk stond de release gepland voor 13 september 2019. Het spel kwam een maand later uit op 11 oktober 2019.

## Prijzen
GRID won tijdens Gamescom in 2019 de prijs voor beste racespel.